# 北見商科高等専修学校
北見商科高等専修学校（きたみしょうかこうとうせんしゅうがっこう）は、北海道北見市にある私立の高等専修学校（専修学校高等課程）である。

## 概要
学校法人栗原学園の運営。男女共学で修業年限は3年。北海道札幌市にある道立の北海道有朋高等学校と技能連携制度を行っており、本校卒業と同時に高等学校卒業資格も得ることができる。敷地内には同学園が運営する北見情報ビジネス専門学校、オホーツク社会福祉専門学校の2校が併設されており、学生・生徒はそれらの施設を相互利用して授業を行っている。

## 沿革
- 1955年 北海道北見市にて、北見簿記専門学校として創立。
- 1965年 現在地に校舎移転。
- 1967年 体育館落成。
- 1969年 組織改編。学校法人の認可を受ける。
- 1970年 文部省(現文部科学省)技能教育指定校となる。
- 1976年 専修学校法制定により、専修学校第一号認可校となる。
- 1977年 校舎全改築。
- 1979年 専門課程経理専攻科設置。(現在の北見情報ビジネス専門学校)
- 1985年 大学入学資格付与許可校に認定。
- 1989年 北海道有朋高等学校と技能連携制度締結。
- 1991年 OA機器設置。
- 2002年 人材派遣センター設置。
- 2004年 トレーニングジム設置。（スポーツプラザ進化塾）
- 2005年 創立50周年。
- 2006年 陶芸工房設置。
- 2009年 校舎全改築(全館冷暖房完備)
- 2013年 OA機器全更新。
- 2014年 生徒数増加により、校内に設置していた陶芸工房等を国道39号沿いの新校舎(39キャンパス)に移転。

## 学科
- 全日制 商業科 - 1学年あたり定員80名（特別推薦：3名　推薦：40名　一般：37名）

　（※特別推薦入学は本校卒業後に系列専門学校入学を希望する者を対象。本校での3年間、授業料が免除となる。）

## 部活動
- 運動部（現在活動中のもの。）
  - 硬式テニス
  - 卓球
  - バドミントン
  - フライングディスク部
- 文化部（電卓部および簿記部については全国競技大会の常連校である。）
  - 電卓部
    - 平成18年度 全国経理教育協会主催　全国電卓競技大会　団体競技 優勝
    - 平成19年度 全国経理教育協会主催　全国電卓競技大会　団体競技 優勝
    - 平成20年度 全国経理教育協会主催　全国電卓競技大会　団体競技 準優勝
    - 平成21年度 全国経理教育協会主催　全国電卓競技大会　団体競技 準優勝
    - 平成22年度 全国経理教育協会主催　全国電卓競技大会　団体競技 優勝　個人総合競技 優勝・準優勝
    - 平成23年度 全国経理教育協会主催　全国電卓競技大会　団体競技 準優勝　個人総合競技 3位
    - 平成24年度 全国経理教育協会主催　全国電卓競技大会　団体競技 優勝　個人総合競技 準優勝・3位
    - 平成25年度 全国経理教育協会主催　全国電卓競技大会　団体競技 優勝　個人総合競技 優勝・準優勝
    - 平成26年度 全国経理教育協会主催　全国電卓競技大会　団体競技 優勝　個人総合競技 優勝・準優勝・3位
    - 平成27年度 全国経理教育協会主催　全国電卓競技大会　団体競技 準優勝
    - 平成28年度 全国経理教育協会主催　全国電卓競技大会　団体競技 準優勝　個人総合競技 準優勝

  - 簿記部
    - 平成18年度 全国経理教育協会主催　全国簿記競技大会　団体競技 準優勝
    - 平成19年度 全国経理教育協会主催　全国簿記競技大会　団体競技 優勝
    - 平成20年度 全国経理教育協会主催　全国簿記競技大会　団体競技 準優勝
    - 平成21年度 全国経理教育協会主催　全国簿記競技大会　団体競技 準優勝　個人総合競技 3位
    - 平成22年度 全国経理教育協会主催　全国簿記競技大会　団体競技 準優勝
    - 平成23年度 全国経理教育協会主催　全国簿記競技大会　団体競技 準優勝　個人総合競技 優勝
    - 平成24年度 全国経理教育協会主催　全国簿記競技大会　団体競技 優勝　個人総合競技 優勝
    - 平成25年度 全国経理教育協会主催　全国簿記競技大会　団体競技 優勝　個人総合競技 優勝
    - 平成27年度 全国経理教育協会主催　全国簿記競技大会　団体競技 優勝　個人総合競技 優勝・3位
    - 平成28年度 全国経理教育協会主催　全国簿記競技大会　団体競技 優勝　個人総合競技 準優勝・3位

  - 美術サークル
- 学園サークル活動（学園姉妹校との合同サークル。生徒・学生・教職員・OBらが加入）
  - ブルームボールサークル(Kuriharaスコーピオンズ)
  - 栗原学園朝野球部

## 所在地
北海道北見市常盤町3丁目14-18